# 市川雄一郎
市川 雄一郎（いちかわ ゆういちろう、1969年11月18日 − ）は、日本のファイナンシャル・プランナー（FP）。グロービス経営大学院大学経営研究科経営専攻修了。サイバー大学客員教員（ファイナンシャル・プランニング入門、資産運用実践論を担当）、株式会社Free Life Consultingの金融スクール事業において運営されるグローバル・ファイナンシャル・スクールで校長を務める。

## 概要
大学を卒業して間もない1994年に、日本にファイナンシャル・プランニングの必要性を感じ、ファイナンシャル・プランナーとなる。日本FP協会認定上級資格であるCFP®️（サーティファイド ファイナンシャル プランナー®️）、1級ファイナンシャル・プランニング技能士（資産設計提案業務）、一種外務員（証券）の資格を保有する。学位はMaster of Business Administration、経営学修士（専門職）。日本FP協会会員、日本FP学会会員である。
テレビ、ラジオ、新聞、経済誌、マネー誌等のメディアへの寄稿や出演は多数ある。投資教育のため東京証券取引所や福岡証券取引所などでも講演も多数こなし、金融機関の職員向け講義や顧客セミナーなどにも登壇しいるほか、上場企業の職員向けにに投資教育に関連する講義なども行っている。
ラジオNIKKEIの「投資のベースキャンプ」ではパーソナリティを務める。
2023年7月スタートのドラマ「トリリオンゲーム」の投資監修を務めるほか、第1話には投資家の一人として本人役でドラマ出演をした。

## 著書（共著及び監修を含む）
- 『0からわかる! 株超入門』ソシム、2023年5月31日（監修）
- 『投資で利益を出している人たちが大事にしている 45の教え』日本経済新聞出版、2021年6月15日
- 『はじめての資産運用』日本経済新聞社、2000年
  - 2005年に第2版を刊行
- 『日経金融商品の選び方2002』日本経済新聞社、2001年
- 『日経金融商品の選び方2003』 日本経済新聞、2002年
- 『「ライフプラン」があなたの資産を殖やす お金で成功するための55の秘訣』日本経済新聞、2003年
- 『ラクラク株&会社四季報マニュアル』ビジネス教育出版社、2005年（監修）